# Вісоза (Мінас-Жерайс)
Вісоза (порт. Viçosa) — муніципалітет в Бразилії, входить до складу штату Мінас-Жерайс. Є складовою частиною мезорегіону Зона-да-Мата. Входить до економічно-статистичного мікрорегіону Вісоза. Населення становить 70 907 чоловік (станом на 2006 рік). Займає площу 299,397 км².
Місто засновано 30 вересня 1876 року.